# Werdinsel
Die Werdinsel liegt im Quartier Höngg der Stadt Zürich unterhalb des Hönggerwehrs zwischen dem Fluss Limmat und einem künstlich angelegten Kanal («Oberwasserkanal/Unterwasserkanal»), welcher Limmatwasser zum Museumskraftwerk Höngg führt. Neben einer offiziellen Badeanlage finden sich auf ihr Grillmöglichkeiten und ein Fussballfeld.
Den historischen Schwerpunkt der Insel bilden zwei Zeugen der frühen Industrialisierung: eine mehrmals umgebaute Pulvermühle aus dem 17. Jahrhundert und eine ehemalige Spinnerei. Eine zweite Häusergruppe bilden ein Turbinenwerk aus dem späten 19. Jahrhundert und das Pumpwerk aus dem späten 20. Jahrhundert. Unter Teilen der Werdinsel befindet sich ein 1986 gebautes Rückhaltebecken für Regenwasser, welches 40'000 Kubikmeter Wasser fasst. Auf der gegenüberliegenden Flussseite liegt das Klärwerk Werdhölzli.
Alle 2 Jahre findet im August das Musikfestival Werdinsel Openair statt.
Der Name Werd geht auf althochdeutsch werid beziehungsweise mittelhochdeutsch wert zurück, das «Insel, Flussinsel» bedeutete. Dieses Wort starb im 16. Jahrhundert als Gattungswort aus und lebt seither nur noch als Name fort. Da man es nicht mehr verstand, wurde es in späterer Zeit um das gleichbedeutende Insel ergänzt, womit Werdinsel in historischer Sicht «Inselinsel» bedeutet.